# فلسفة دينية

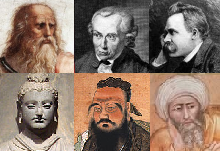

الفلسفة الدينية هي التفكير الفلسفي الذي يستلهم من الدين ويوجه من خلاله، ومنه الفلسفة البوذية، والفلسفة المسيحية، والفلسفة الهندوسية، والفلسفة الإسلامية.
ومن المجالات المرتبطة بالفلسفة الدينية ما يسمى بفلسفة الدين، وهو فرع من الفلسفة يهتم بالدراسة الفلسفية للدين، وهو علم ذو تاريخ طويل يعود إلى مرحلة ما وراء الطبيعة (الميتافيزيقا).

## اقرأ أيضًا
- فلسفة الدين
- عقيدة
- جدلية الخير والشر